# Novyj
Novyj (in lingua russa Новый) è una città della Russia di 1 200 abitanti situata nel Territorio della Kamčatka.